# Daidarasaurus
Daidarasaurus (jap. ダイダラザウルス, Daidarasaurusu) im Expoland im japanischen Suita war eine Stahlachterbahn des Herstellers Sansei Yusoki, die am 15. März 1970 eröffnet wurde. Am 9. Dezember 2007 wurde der Park geschlossen und somit auch die Bahn. Der Name ist ein Kofferwort aus Daidarabotchi (einem Riesen) und Dinosaurier.
Ursprünglich war Daidarasaurus eine fünfspurige Racing-Achterbahn, im Jahr 1999 wurden jedoch drei der Spuren entfernt und die zwei verbleibenden Spuren kombiniert, um eine einzige, lange Achterbahn mit zwei Lifthills zu haben. Die gesamte Länge betrug 2340 Meter, für die die Züge 6:33 Minuten benötigten. Nach dem Umbau hielt die Bahn rund ein Jahr lang den Rekord als längste Achterbahn der Welt. Es wurde eine Höhe von 28,5 Metern erreicht und die Höchstgeschwindigkeit betrug 72,5 km/h.

## Züge
Die Züge von Daidarasaurus besaßen jeweils fünf Wagen. In jedem Wagen konnten vier Personen (zwei Reihen à zwei Personen) Platz nehmen.